# Protaetia funesta
Protaetia funesta es una especie de escarabajo del género Protaetia, familia Scarabaeidae. Fue descrita científicamente por Ménétriès en 1836.
Especie nativa de la región paleártica. Habita en Turquía y Siria.